# Anastase-Marie al-Karmali
Butrus Mikha'il 'Awwad al-Marini (en arabe : بطرس ميخائيل عواد الماريني, / Buṭrus Mīkhāʼīl ʻAwwād al-Mārīnī; 5 août 1866, – 7 janvier 1947), plus connu comme Anastase-Marie al-Karmali (en arabe : أنستاس ماري الكرملي / Anastās Mārī al-Karmalī, litt. « Anastase-Marie le carme ») ou par son nom religieux d'origine, Anastase-Marie de Saint Élie, était un prêtre catholique et carme déchaux irakien d'origine libanaise et irakienne, surtout connu pour ses contributions en lexicologie et lexicographie arabes et en philologie arabe ainsi que pour avoir édité le Lughat al-Arab (en arabe : لغة العرب / Lughat al-ʻArab, litt. « La Langue des Arabes »), une revue « littéraire, scientifique, historique » publié de 1911 à 1914 et de 1926 à 1931. Il était aussi un membre fondateur de l'Académie de langue arabe du Caire. Parmi ses œuvres les plus célèbres figure un dictionnaire inachevé, Al-Musa'id (en arabe : المساعد / Al-Musāʻid, litt. « L'Assistant »), dont deux tomes ont été publiés posthumément. Il est considéré comme ayant été l'« un des artisans de la Nahda » (la renaissance arabe de la fin du XIXe siècle et du début du XXe siècle).

## Biographie

### Origines et études
Le père de Butrus, Mikha'il al-Marini, fils de 'Awwad al-Marini, était originaire de Bhersaf (au Liban actuel), et émigra à Bagdad (en Irak actuel) pour travailler comme interprète,. À Bagdad, Mikha'il épousa la mère de Butrus, une Irakienne nommée Maryam Jubran, fille du chaldéen Augustin Jubran originaire de Bagdad, descendant d'une vieille famille chrétienne irakienne. Butrus naquit à Bagdad,,, et était le quatrième fils de Mikha'il et de Maryam.
Butrus reçut son enseignement primaire à la Madrasat al-Ābāʼ al-Karmalīyīn (l'école des pères carmes) à Bagdad. Il reçut son enseignement secondaire à la Madrasat al-Ittifāq al-Kāthūlīkī, aussi à Bagdad. Alors qu'il était encore un élève, à l'âge de 12 ans, il montrait tant d'aptitude en arabe qu'il commença à donner des cours particuliers. Au terme de son enseignement secondaire, en 1882, âgé de 15, il fut nommé enseignant d'arabe à la résidence carmélitaine de Basra par le supérieur de la mission carmélitaine. Vers cette époque, les articles d'al-Marini commençèrent d'être publiés par le périodique beyrouthin jésuite Al-Bashir.
Le décès en 1883 de Butrus al-Bustani, auteur du dictionnaire arabe Muhit al-Muhit, inspira à al-Marini de commmencer à écrire son propre dictionnaire arabe, qui demeurerait cependant inachevé à sa mort. Al-Marini intitula d'abord son projet de dictionnaire Dhayl Lisan al-'Arab (en arabe : ذيل لسان العرب / Dhayl Lisān al-ʻArab, litt. « La Queue du Lisân al-'Arab ») avant de choisir le titre Al-Musa'id (en arabe : المساعد / Al-Musāʻid, litt. « L'Assistant »).
En 1886, al-Marini se rendit au Collège des pères jésuites de Beyrouth (Kullīyat al-Ābāʼ al-Yasūʻīyīn fī Bayrūt) pour étudier l'arabe, le latin, le grec et la littérature française, Le 5 mai 1888, il entra au monastère carmélitain de Chèvremont, près de Liège, en Belgique. Il alla ensuite à Montpellier, en France, pour étudier la philosophie et la théologie. Il fit sa profession simple en juin 1889 et sa profession solennelle en 1892. Il fut ordonné prêtre le 22 octobre 1894, et prit le nom Anastase-Marie de Saint Élie. Il deviendrait connu en arabe comme « al-Karmali », signifiant « le carme ».

### Premières années en tant que prêtre
Dans la période qui suivit son ordination, al-Karmali visita l'Espagne avant de rentrer à Bagdad. Ses articles furent publiés dans les périodiqqes d'Irak, de Syrie et d'Égypte. Certains de ces articles portaient sur les différentes communautés de l'Irak. En 1900 et en 1901, al-Karmali publia deux articles au sujet des Mandéens, une communauté avec laquelle il devriendrait profondément impliqué. Cependant, sa description du peuple shabak dans un article des 1902 a été la source de beaucoup d'incompréhension et d'une littérature secondaire biaisée.
En juin 1908, il fut demandé à al-Karmali d'escorter Louis Massignon de Bagdad à Beyrouth après la captivité de Massignon. Al-Karmali l'accompagna finalement jusqu'en Bretagne, où il rencontra les parents de Massignon, avant de rentrer à Bagdad. Al-Karmali et Louis Massignon entretiendraient une correspondance jusqu'en 1936.
En 1911, al-Karmali fut impliqué dans les débats qui suivirent les découvertes (y compris sa prorpre découverte) de faux manuscrits des livres sacrés yazidis.
Également en 1911, al-Karmali founda Lughat al-Arab (« La Langue des Arabes »), « revue mensuelle littéraire, scientifique, historique » (en arabe : مجلة شهرية أدبية علمية تاريخية / majallah shahrīyah adabīyah ʻilmīyah tārīkhīyah). La publication de la revue serait interrompue par la Première Guerre mondiale, avant de se poursuivre pendant six années supplémentaires entre 1926 et 1931. La découverte du texte perdu du premier dictionnaire arabe, le Kitab al-'Ayn, fut annoncée en 1914 dans cette revue.

### La Première Guerre mondiale et les années suivantes
En 1914, alors que la Première Guerre mondiale avait commencé, les Ottomans accusèrent al-Karmali d'être un espion et l'exilèrent à Kayseri en Anatolie centrale, où il fut retenue jusqu'en 1916. À sa libération, al-Karmali rentra à Bagdad en juillet 1916. Pendant son absence, sa bibliothèque avait été détruite en grande part. Al-Karmali rebâtirait cependant sa collection, qui compterait 15 000 volumes and 2 500 manuscrits au milieu des années 1930.
Dans les années 1930, al-Karmali joua un rôle dans la défense de la communauté mandéenne contre des accusations d'astrolâtrie, en prenant part au procès intenté par le grand prêtre mandéen Dakhil Aidan contre l'historien irakien 'Abd al-Razzaq al-Hasani..

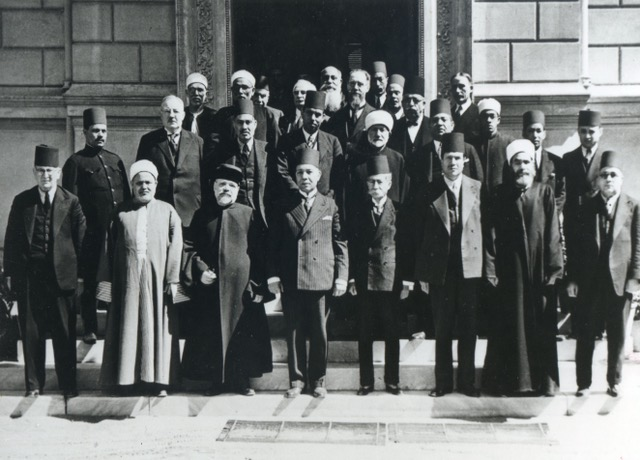
Photographie des membres de l'Académie de langue arabe du Caire durant sa première session. Al-Karmali se tient à l'arrière.

Le 8 octobre 1933, al-Karmali fut nommé membre de l'Académie de langue arabe du Caire par Fouad Ier. Il y prit part dès la session inaugrale de 1934.
Al-Karmali mourut à Bagdad le 7 janvier 1947.

## Écrits
En 2010, nombre des écrits d'al-Karmali étaient non publiés ou perdus.

### Livres
En arabe
- (ar) Aghlāṭ al-Lughawīyīn al-Aqdamīn, 1933 (lire en ligne)
- (ar) Al-Musāʻid, vol. 1, Baghdad, 1972
- (ar) Al-Musāʻid, vol. 2, Baghdad, 1972
- (ar) Fī al-Lughah wa-Shuʻarāʼ Baghdād wa-Kuttābhā
- (ar) Nushūʼ al-Lughah al-ʻArabīyah wa-Numūhā wa-Iktihālhā
- (ar) Al-Nuqūd al-ʻArabīyah wa-ʻIlm al-Namīyāt
- (ar) Al-Fawz bil-Murād fī Tārīkh Baghdād
- (ar) Khilāṣat Tārīkh al-ʻIrāq
- (ar) Adyān al-ʻArab
- (ar) Tārīkh al-Kurd
- (ar) Jamharat al-Lughāt
- (ar) Al-Lamʻ al-Tārīkhīyah wal-ʻIlmīyah
- (ar) Juzʼān Kabīrān
- (ar) Mazārāt Baghdād wa-Tarājim baʻḍ al-ʻUlamāʼ[note 7]
- (ar) Al-ʻArab Qabl al-Islām
- (ar) Amthāl al-ʻAwām fī Baghdād wal-Mawṣil wal-Baṣrah

En français
- L'origine élianique de l'Ordre de Notre-Dame du Mont-Carmel d'après deux manuscrits arabes inédits, 1908 (lire en ligne)

### Articles
En arabe
- (ar) « Al-Ṣābiʼah aw al-Mandāʼīyah », Al-Machriq, vol. 3, no 17,‎ 1er septembre 1900, p. 777–785
- (ar) « Al-Ṣābiʼah aw al-Mandāʼīyah », Al-Machriq, vol. 4, no 9,‎ 1er mai 1901, p. 400–406
- (ar) « Tafkihat al-Adhhān fī Taʻrīf Thalāthat Adyān », Al-Machriq, vol. 5, no 13,‎ 1er juillet 1902, p. 577–582
- (ar) « Al-Maradah aw al-Jarājimah » [« The Marada or the Jarajima »], Al-Machriq, vol. 6,‎ 1903, p. 301–309[27]

En français
- « La femme du désert autrefois et aujourd'hui », Anthropos, vol. 3, no 1,‎ 1908, p. 53-67 (JSTOR 40442525)
- « Les Racusiens », Anthropos, vol. 3, no 3,‎ 1908, p. 556-558 (JSTOR 40442324)
- « Aventures d'un voyage en 1861 dans le Yémen », Anthropos, vol. 4, no 2,‎ 1909, p. 416-441 (JSTOR 40442410)
- « Le culte rendu par les Musulmans aux sandales de Mahomet », Anthropos, vol. 5, no 2,‎ 1910, p. 363-366 (JSTOR 40443556)
- « La découverte récente des deux livres sacrés des Yézîdis », Anthropos, vol. 6, no 1,‎ 1911, p. 1-39 (JSTOR 40444071)

## Décorations
- Ordre des Palmes académiques (1920)[28]
- Membre de l'ordre de l'Empire britannique[28]